# Boliscodes amaenulus
Boliscodes amaenulus là một loài nhện trong họ Thomisidae.
Loài này thuộc chi Boliscodes. Boliscodes amaenulus được Eugène Simon miêu tả năm 1909.